# Jaciment de la Masia
|  | Per a altres significats, vegeu «jaciment arqueològic de la Masia». |

La Masia és un jaciment prehistòric al municipi de Mediona, (Alt Penedès), inclòs a l'Inventari del Patrimoni Arqueològic i Paleontològic de Catalunya.
Es pot interpretar com un centre de producció i explotació de sílex. El jaciment consta de dos moments cronològics. El primer s'ha situat entre el Paleolític superior final i l'Epipaleolític (11000-7000 ane). El segon període pertany al Neolític final (2500-1800 ane).
El jaciment va ser trobat durant unes prospeccions del territori dutes a terme per de Josep Gallart Romeu durant els anys 80. El material lític que surt en el període entre el Paleolític superior final i l'Epipaleolític consta d'un gratador, un gratador-rascadora, diverses làmines, ascles, cinc nuclis i dos fragments també de nuclis. També un conjunt de fragments difícils de catalogar. Tots els materials són de sílex. Del conjunt neolític podem observar fragments d'una punta de fletxa, una fulla lanceolada, un fragment de destral polida, tots fets també amb sílex. Les restes es poden trobar actualment al museu municipal de Mediona.
D'altra banda, la resta de documentació arqueològica, la més abundant, és d'època medieval i moderna, la qual procedeix de diferents àmbits estructurals-físics:
A) En l'extrem sud del replà del cim del turó, enmig del bosc, hi ha una cova artifical excavada en el substrat calcari: la boca d'entrada medeix 1'20/1'40 m d'alçada i 2 m d'amplada i la cavitat té una profunditat de 5 m. Entre el poc sediment que tenia aparegueren nombrosos fragments de vidre de factura baix-medieval (nanses d'orella, vores, fragments amb decoració de làcteo, un fons còncau...), vidre modern (s. XIX, 2 vores) i una moneda amb una llegenda força malmesa ("Civitas Barcino", 1208?). Membres de l'AECCM, consideren aquesta cavitat com a un possible forn de vidre, encara que aquesta hipòtesi és força dubtosa i difícilment contrastable: no hi ha traces de combustió, ni senyals d'altres elements estructurals (forats...).
B) A tocar amb les runes de La Masia, en el marge d'un camp de cereals, es localitzà una estructura en el subsòl argilós, que conserva una forma circular i està delimitada per una paret prima força compacta (per l'acció de foc?). Malgrat sembla una sitja, no té un reompliment diferenciat del sòl circumdant, tot i que no ha estat ni excavat ni estudiat de manera sistemàtica. Hom parla d'un possible forn, encara que no es tenen més dades per a precisar la seva funcionalitat específica ni la seva cronologia. C/ Per la rodalia dels punts descrits anteriorment s'han documentat materials ceràmics en superfície:
- Ceràmica grisa monocroma, alguns fragments dels quals presenten vidrat verd intern (s. XIII-XIV).
- Ceràmica amb vernís blanc sense decorar (s. XVII-XVIII)
- Ceràmica blava catalana (s. XVII-XVIII).[1]